# Plusiodonta
Plusiodonta is een geslacht van vlinders van de familie spinneruilen (Erebidae).

## Soorten
- P. aborta Dognin, 1911
- P. achalcea Hampson, 1926
- P. amado Barnes, 1907
- P. arctipennis Butler, 1886
- P. auripicta Moore, 1882
- P. basirhabdota Hampson, 1926
- P. casta Butler, 1878
- P. clavifera Walker, 1869
- P. cobaltina (Viette, 1956)
- P. commoda Walker, 1865
- P. compressipalpis Guenée, 1852
- P. cupristria Kaye, 1922
- P. chalcomera Hampson, 1926
- P. chalsytoides Guenée, 1852
- P. dimorpha Robinson, 1975
- P. effulgens H. Edwards, 1884
- P. euchalcia Hampson, 1926
- P. excavata (Guenée, 1862)
- P. gueneei (Viette, 1968)
- P. incitans Walker, 1857
- P. ionochrota Hampson, 1926

- P. macra Hampson, 1926
- P. malagasy (Viette, 1968)
- P. megista Hampson, 1926
- P. multicolora Bethune-Baker, 1906
- P. natalensis Walker, 1865
- P. nictites Hampson, 1902
- P. nitissima Schaus, 1911
- P. repellens Walker, 1857
- P. speciosissima (Holland, 1894)
- P. stimulans Walker, 1857
- P. theresae Holloway, 1979
- P. thomae Guenée, 1852
- P. tripuncta Bethune-Baker, 1906
- P. wahlbergi (Felder & Rogenhofer, 1874)